# 2068 Денґрін
2068 Денґрін (2068 Dangreen) — астероїд головного поясу, відкритий 8 січня 1948 року.
Тіссеранів параметр щодо Юпітера — 3,292.